# Kamienica Mikołaja z Michałowa w Krakowie
Kamienica Mikołaja z Michałowa – zabytkowa kamienica znajdująca się w Krakowie, w dzielnicy I przy ulicy Kanoniczej 22, na Starym Mieście.

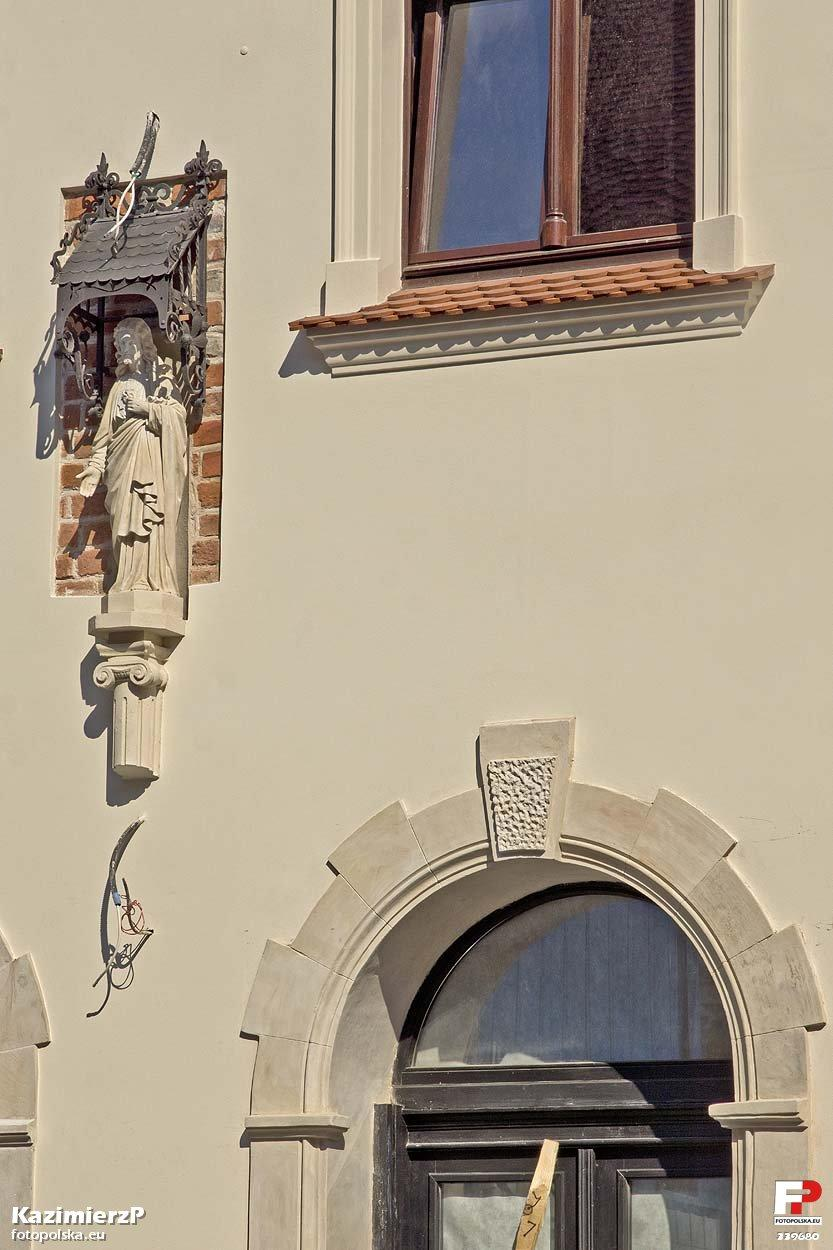
Fragment fasady

Kamienica została wzniesiona w I połowie XV wieku dla kasztelana krakowskiego Mikołaja z Michałowa. W 1492 nabył ją kanonik Mikołaj z Kielałowa. W 1688 budynek, będący wówczas własnością Ludwika Załuskiego, został przebudowany i nadbudowany o drugie piętro. Z tego okresu pochodzą polichromowane stropy oraz malowidła ścienne. W 1800 kamienica została przejęta przez rząd austriacki. W 1907 nadbudowano trzecie piętro na podstawie projektu architekta Jana Sasa-Zubrzyckiego. W 2014 budynek został gruntownie odrestaurowany. Obecnie znajduje się w nim hotel butikowy oraz restauracja "Pod Nosem".
27 maja 1965 kamienica została wpisana do rejestru zabytków. Znajduje się także w gminnej ewidencji zabytków.